# Italiaans ijs

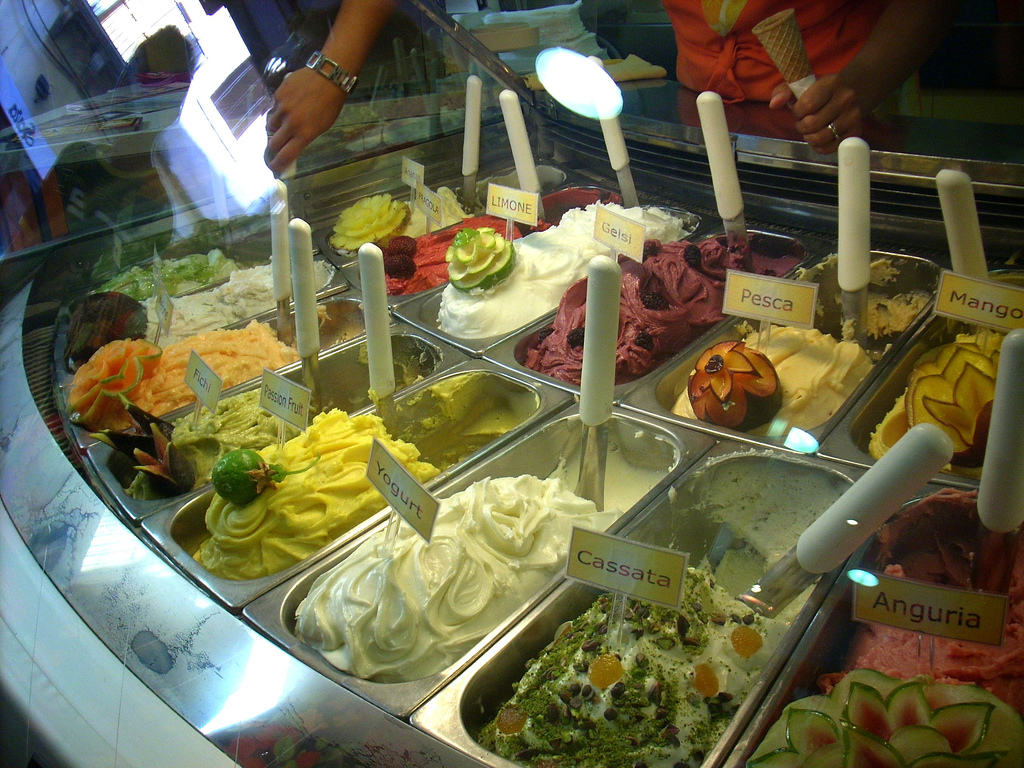
Italiaans ijs in een ijszaak op Sicilië

Italiaans ijs is de variant van consumptie-ijs die in Italië is ontstaan. Belangrijke ingrediënten naast water zijn suiker of andere zoetstoffen en uiteenlopende smaakstoffen als fruit, noten en etherische oliën. Er bestaan meer dan honderd varianten. Italiaans ijs kan ook melk, room, eieren en bindmiddelen bevatten.
Het product wordt in een ijsmachine zodanig gemengd dat het een vaste, maar zachte structuur krijgt. De smelttemperatuur van het ijs is afhankelijk van de gekozen ingrediënten.

## Geschiedenis
Italiaans ijs dateert uit de 16e eeuw, maar er is geen zekerheid over de plaats waar het is uitgevonden, noch over de uitvinder. Vaak wordt Bernardo Buontalenti genoemd, een inwoner van Florence, die het hof van Catharina de' Medici verrukte met zijn schepping.
In de loop van de eeuwen is het Italiaans ijs verspreid over de rest van Europa, mede dankzij de Siciliaan Francesco Procopio de Coltelli, die geldt als een van de invloedrijkste personen in de geschiedenis van het Italiaans ijs. In 1686 opende hij, met succes, in Parijs een café genaamd "Café Procope".
Het beroep van ijsmaker werd in Italië van vader op zoon overgegeven. In de 20e eeuw emigreerden veel Italianen uit de Alpendalen, waar te weinig landbouwgrond was om grote gezinnen te voeden, naar andere delen van Europa. Elk dal specialiseerde zich in een ambacht; zo komen de meeste ijsbereiders in Europa uit Belluno.